# Puccinia bistortae

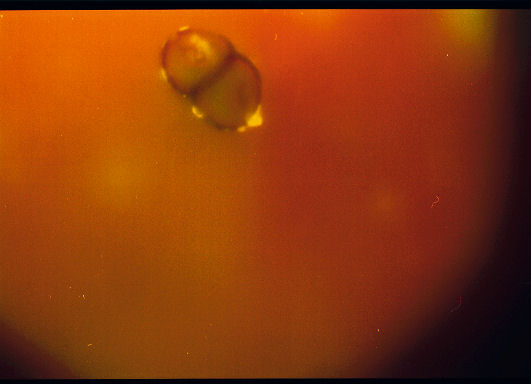
Teliospora

Puccinia bistortae (F. Strauss) DC. – gatunek grzybów z rodziny rdzowatych (Pucciniaceae). Grzyb mikroskopijny pasożytujący na różnych gatunkach rdestów (Persicaria) i roślin z rodziny selerowatych (Apiaceae). Występuje w Ameryce Północnej, Europie i Azji.

## Systematyka i nazewnictwo
Pozycja w klasyfikacji według Index Fungorum: Puccinia, Pucciniaceae, Pucciniales, Incertae sedis, Pucciniomycetes, Pucciniomycotina, Basidiomycota, Fungi.
Po raz pierwszy zdiagnozował go w 1811 r. nadając mu nazwę Uredo bistortae. Obecną, uznaną przez Index Fungorum nazwę nadał mu Augustin Pyramus de Candolle w 1815 r.
Synonimy:

- Dicaeoma bistortae (F. Strauss) Kuntze 1898
- Dicaeoma polygoni-vivipari (P. Karst.) Arthur 1920
- Puccinia angelicae-bistortae (F. Strauss) Kleb. 1902
- Puccinia bistortae (F. Strauss) DC. 1815 var. bistortae
- Puccinia cari-bistortae Kleb. 1899
- Puccinia conopodii-bistortae Kleb. 1869
- Puccinia polygoni var. bistortae (F. Strauss) Röhl. 1813
- Puccinia polygoni-vivipari P. Karst. 1882
- Uredo bistortae F. Strauss 1811
- Uredo polygoni var. bistortae F. Strauss 1811

## Morfologia i rozwój
Wytwarza 4 rodzaje zarodników: sporydia, ecjospory, urediniospory i teliospory. Jest pasożytem dwudomowym, tzn. że jego cykl rozwojowy odbywa się na dwóch żywicielach. Urediniospory i teliospory powstają na rdestach. Zanotowano ich występowanie na rdeście wężowniku (Persicaria bistorta) i rdeście żyworodnym (Persicaria vivipara). Spermogonia i ecja rozwijają się na innych gatunkach roślin z rodziny selerowatych: Angelica sylvestris, Carum carvi, Chaerophyllum hirsutum, Conopodium majus, Ligusticum mutellina, Meum athamanticum, Pimpinella anisum, Pimpinella major, Pimpinella peregrina, Pimpinella saxifraga, Selinum carvifolia.
Spermogonia w miodowym kolorze powstają na obydwu stronach liści porażonych roślin. Ecjospory powstają w ecjach na dolnej stronie liści, głęboko zanurzone w ich tkance. Na zewnątrz są widoczne jako drobne, żółte kropki. Nie posiadają ścianki. Ecjospory uwalniają się przez otworek na szczycie ecjum. Uredinia i telia powstają na dolnej stronie liści w obrębie żółtych plam. Uredinia są żółte, powstają w nich gładkie, eliptyczne urediniospory o 4 porach rostkowych. Telia ciemnobrązowe, zawierające sproszkowaną masę dwukomórkowych teliospor o powierzchni pokrytej rzędami drobnych brodawek. Posiadają 2 pory rostkowe.